# Campionati africani di lotta 2015
I campionati africani di lotta 2015 sono stati la 31ª edizione della manifestazione continentale organizzata dalla FILA. Si sono svolti dal 27 al 31 maggio 2015 ad Alessandria d'Egitto, in Egitto.

## Podi

### Uomini

#### Lotta libera
| Evento | Oro                  | Argento            | Bronzo                  |
| 57 kg  | Adama Diatta         | Abdelhak Kherbache | Chakir Ansari           |
| 57 kg  | Adama Diatta         | Abdelhak Kherbache | Ebikewenimo Welson      |
| 61 kg  | Abderrahim Sayeh     | Gert Coetzee       | Mohamed Nazih           |
| 61 kg  | Abderrahim Sayeh     | Gert Coetzee       | Ali Ossama Ragab Hassan |
| 65 kg  | Jean-Bernard Diatta  | Daniel Amas        | Bebeto Yewah            |
| 65 kg  | Jean-Bernard Diatta  | Daniel Amas        | Bilal El Ouarraque      |
| 70 kg  | Khalil Ayad Ibrahim  | Mohamed Boudraa    | Yassine Sardi           |
| 70 kg  | Khalil Ayad Ibrahim  | Mohamed Boudraa    | Mohamed Ali Belayech    |
| 74 kg  | Augusto Midana       | Abdou Omar Abdou   | Aziz Boualem            |
| 74 kg  | Augusto Midana       | Abdou Omar Abdou   | Ayoub Braj              |
| 86 kg  | Mohamed Aly Zaghloul | Adem Boudjemline   | Soso Tamarau            |
| 86 kg  | Mohamed Aly Zaghloul | Adem Boudjemline   | Armando Hietbrink       |
| 97 kg  | Ali Hamdi Amin       | Martin Erasmus     | Elounes Bouzid          |
| 97 kg  | Ali Hamdi Amin       | Martin Erasmus     | Cédric Tchouga Nyamsi   |
| 125 kg | Diaaeldin Kamal      | Hamza Haloui       | Thiaka Faye             |

#### Lotta greco-romana
| Evento | Oro                        | Argento            | Bronzo                   |
| 59 kg  | Haitham Mahmoud Fahmy      | Hamza Salah Sofian | Mehdi Messaoudi          |
| 59 kg  | Haitham Mahmoud Fahmy      | Hamza Salah Sofian | Jan Louwrens Combrinck   |
| 66 kg  | Ibrahim Mahmoud Hamed      | Barend Badenhorst  | Ituru Oke                |
| 66 kg  | Ibrahim Mahmoud Hamed      | Barend Badenhorst  | Tarek Benaissa           |
| 71 kg  | Ibrahim Nasser Ibrahim     | Aziz Boualem       | Akrem Boudjemline        |
| 75 kg  | Zied Ait Ouagram           | Tarek Abdelslam    | Emmanuel Nworie          |
| 75 kg  | Zied Ait Ouagram           | Tarek Abdelslam    | Abdulai Salam            |
| 80 kg  | Mohamed Mostafa Ahmed      | Khalid Sahli       | Rached Ben Mesbah        |
| 80 kg  | Mohamed Mostafa Ahmed      | Khalid Sahli       | Adem Boudjemline         |
| 85 kg  | Ahmed Mohamed Ibrahim Saad | Bachir Sid Azara   | Hamza Boumadiene         |
| 85 kg  | Ahmed Mohamed Ibrahim Saad | Bachir Sid Azara   | Chepin Dan Aura          |
| 98 kg  | Hamdy Abdelwahab           | Hamza Haloui       | Tiaan van der Merwe      |
| 98 kg  | Hamdy Abdelwahab           | Hamza Haloui       | Choukri Atafi            |
| 130 kg | Mohamed Ahmed Abdellatif   | Reda Hinani        | Andries Johannes Schutte |

### Donne

#### Lotta libera
| Evento | Oro                      | Argento                | Bronzo                 |
| 48 kg  | Rebecca Muambo           | Maroi Mezien           | Amira Badr Mahmoud     |
| 53 kg  | Odunayo Adekuoroye       | Isabelle Sambou        | Dorsaf Gharsi          |
| 55 kg  | Rim Ayari                | Rabia Lamalsa          | Joseph Essombe         |
| 55 kg  | Rim Ayari                | Rabia Lamalsa          | Jeanne-Marie Coetzer   |
| 58 kg  | Marwa Amri               | Aminat Adeniyi         | Safietou Goudiaby      |
| 60 kg  | Habiba Tarek Fathi Attia | Edwige Ngono Eyia      | Syrine Issaoui         |
| 63 kg  | Blessing Oborududu       | Haiat Farac            | Berthe Etane Ngolle    |
| 63 kg  | Blessing Oborududu       | Haiat Farac            | Anta Sambou            |
| 69 kg  | Enas Mostafa             | Blandine Metala Epanga | Binta Senghor          |
| 69 kg  | Enas Mostafa             | Blandine Metala Epanga | Zumicke Geringer       |
| 75 kg  | Annabelle Ali            | Refilwe Molongwana     | Haiaratu Marhma Kamara |
| 75 kg  | Annabelle Ali            | Refilwe Molongwana     | Nadia Antar            |

## Medagliere
La nazione ospitante è evidenziata.
| Pos.   | Paese         | Oro | Argento | Bronzo | Totale |
| ------ | ------------- | --- | ------- | ------ | ------ |
| 1      | Egitto        | 13  | 3       | 3      | 19     |
| 2      | Tunisia       | 2   | 1       | 5      | 8      |
| 3      | Camerun       | 2   | 2       | 4      | 8      |
| 3      | Nigeria       | 2   | 2       | 4      | 8      |
| 5      | Senegal       | 2   | 1       | 4      | 7      |
| 6      | Algeria       | 1   | 8       | 4      | 13     |
| 7      | Marocco       | 1   | 3       | 8      | 12     |
| 8      | Guinea-Bissau | 1   | 0       | 0      | 1      |
| 9      | Sudafrica     | 0   | 4       | 6      | 10     |
| 10     | Sierra Leone  | 0   | 0       | 2      | 2      |
| 11     | Kenya         | 0   | 0       | 1      | 1      |
| Totale | Totale        | 24  | 24      | 41     | 89     |